# 伦-格拉布费尔德县
伦-格拉布费尔德县（德語：Landkreis Rhön-Grabfeld；得名于倫山和格拉布费尔德地区）是德国巴伐利亚州最北部的一个县，隶属于下弗兰肯行政区，首府萨勒河畔巴特诺伊施塔特。

## 華語譯名
由於兩岸對於德國行政區「Landkreis」翻譯的不同，台灣稱為「倫-格拉布費爾德郡」；中國大陸稱為「伦-格拉布费尔德縣」。

## 地理
伦-格拉布费尔德县西面与黑森州的富尔达县，北面和东面与图林根州的施马尔卡尔登-迈宁根县和希尔德堡豪森县，南面与哈斯贝格县、施韦因富特县和巴特基辛根县相邻。